# 穆姬
穆姬（約前672年—約前637年），姬姓，亦稱伯姬，晉獻公與齊姜的女兒，太子申生同母，與晉惠公、晉文公異母，穆姬姿色秀麗，賢而有義，《列女傳》列為賢明卷。

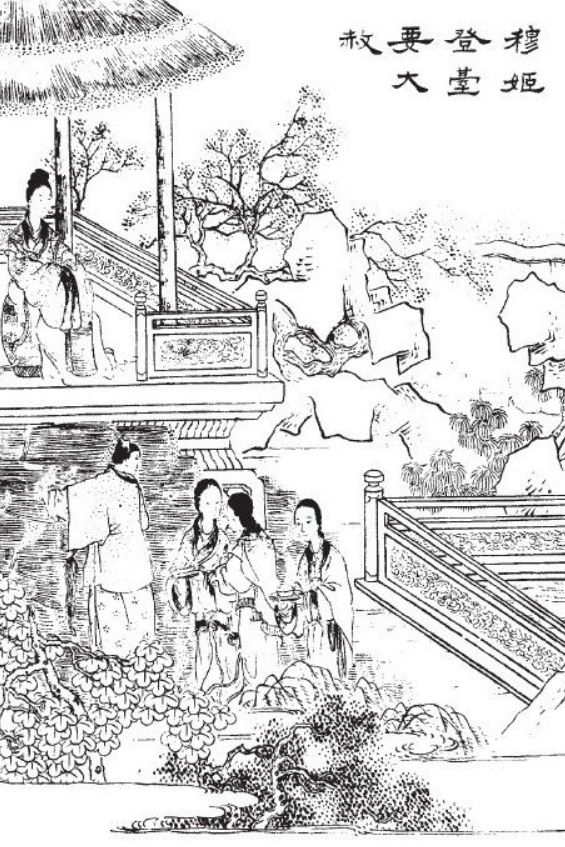
小说《东周列国志》插画：穆姬登台要大赦

## 生平

### 歸妹於秦
周惠王二十二年(魯僖公五年，前655年)，驪姬非常厭惡穆姬，驪姬為了除去眼中釘，肉中刺，便趕緊將穆姬嫁给秦穆公，趕出晉國，晋献公灭虞国以虞国大夫井伯为陪嫁到秦国。井伯即百里奚。

### 救弟匡君
周襄王七年(魯僖公十五年，前645年)，韩原之战，晋惠公被秦穆公俘虏，穆姬带着儿子太子罃、公子弘、女儿简璧，登台履薪欲自焚，使秦穆公没有杀害晋惠公。

### 渭陽懷思
周襄王十六年(魯僖公二十四年，前636年)，秦穆公派身為太子的秦康公護送晉文公回國，秦康公見到舅舅懷念起已經去世的母親穆姬，送到渭河北岸時秦康公作《秦風·渭陽》，後世以渭陽比喻甥舅關係。《詩》曰：「我送舅氏，曰至渭陽，何以贈之？路車乘黃。」君子曰：「慈母生孝子。」《詩》云：「敬慎威儀，維民之則。」穆姬之謂也。

## 評價
- 《列女傳．賢明傳．秦穆公姬》：「頌曰：秦穆夫人，晉惠之姊。秦執晉君，夫人流涕，痛不能救，乃將赴死，穆公義之，遂釋其弟。」